# كأس أوروبا لكرة السلة 2011–12
كأس أوروبا لكرة السلة 2011–12 (بالإنجليزية: 2011–12 Eurocup Basketball)‏ هو موسم من كأس أوروبا لكرة السلة. أقيم خلال الفترة 15 نوفمبر 2011 وحتى 15 أبريل 2012، وبمشاركة  40 فريقاً، وفاز فيه خيمكي.